# 金鐘獎戲劇類節目燈光獎
金鐘獎戲劇類節目燈光獎是由文化部影視及流行音樂產業局在臺灣舉辦的現行頒發獎項，1980年第15屆金鐘獎設立燈光獎，2022年第57屆起，燈光獎分細分設為戲劇類節目燈光獎及一般節目類燈光獎。

## 歷屆得獎暨入圍名單
|  | 獲獎者 |

### 燈光獎（第15屆～第24屆）
| 年度 （屆數）   | 電視作品                                   |
| --------------- | ------------------------------------------ |
| 1980 （第15屆） | 簡燕青／《綜藝一百》華視                   |
| 1980 （第15屆） | 賴峰雄／《銀河星光》                       |
| 1981 （第16屆） | 楊啟佑／《鳳飛飛專輯》                     |
| 1981 （第16屆） | 韋聰文／《中視演藝人員慈善晚會》           |
| 1981 （第16屆） | 程志翔、張紹鋒／《歡樂周末》               |
| 1982 （第17屆） | 程志翔、王康／《巨星綜藝－恬妞專輯》華視   |
| 1983 （第18屆） | 賴峰雄／《夜來香》中視                     |
| 1984 （第19屆） | 陳輝雄、柳國榮／《你來了》中視             |
| 1984 （第19屆） | 韋聰文、吳玉麟、廖啟義／《蕭孋珠專輯》     |
| 1985 （第20屆） | 徐樹基、曾新龍／《陳淑樺專輯》華視         |
| 1985 （第20屆） | 柳國榮、陳輝雄／《飛上彩虹》               |
| 1986 （第21屆） | 賴峰雄／《時空寄情「黃鶯鶯專輯」》台視     |
| 1986 （第21屆） | 瀋水發、劉慶崇／《飛揚的歌手－楊烈專輯》   |
| 1987 （第22屆） | 吳玉麟／《黃金五線譜-第三集》中視          |
| 1987 （第22屆） | 張紹峰、於繼順／《風雨情懷－蘇芮專輯》     |
| 1987 （第22屆） | 曾新龍、劉慶崇／《無言的歌－潘越雲專輯》   |
| 1988 （第23屆） | 林友江、廖啟義／《飛揚的音符》中國電視公司 |
| 1988 （第23屆） | 黃秋陽／《我愛彩虹》                       |
| 1988 （第23屆） | 賴吉光、江碩茂、黃秋陽／《歌舞線上》       |
| 1989 （第24屆） | 黃秋陽、江碩茂／《八分音符》台灣電視公司   |
| 1989 （第24屆） | 王熲洋、林錫鈴／《就在今夜》               |
| 1989 （第24屆） | 張紹鋒、劉慶崇／《五線傳佳音》             |

### 最佳燈光獎（第25屆）
| 年度 （屆數）   | 電視作品                                     |
| --------------- | -------------------------------------------- |
| 1990 （第25屆） | 江碩茂／《春去春又回》台視                   |
| 1990 （第25屆） | 吳玉麟／《名星劇場－關懷社會系列「俑之舞」》 |
| 1990 （第25屆） | 黃秋陽、李近梅／《就在今夜》                 |

### 電視燈光獎（第26屆）
| 年度 （屆數）   | 電視作品                                   |
| --------------- | ------------------------------------------ |
| 1991 （第26屆） | 賴吉光、鄭清松／《末代兒女情》台灣電視公司 |
| 1991 （第26屆） | 黃秋陽、胡國舜／《羅曼史》                 |
| 1991 （第26屆） | 葉鴻洲／《台灣民俗手藝》                   |

### 燈光獎（第27屆～第44屆）
| 年度 （屆數）   | 電視作品                                                    |
| --------------- | ----------------------------------------------------------- |
| 1992 （第27屆） | 黃來明／《歡樂一百點》中視                                  |
| 1992 （第27屆） | 葉南生／《京城四少》                                        |
| 1993 （第28屆） | 王家廣／《青青河邊草》中視                                  |
| 1993 （第28屆） | 王康／《週末攝影棚》                                        |
| 1993 （第28屆） | 傅清榮／《中視劇場－悲歡人生系列：爸爸的眼睛》              |
| 1995 （第30屆） | 陳澤霖／《人文關懷系列－相親台北屋簷下》中國電視公司        |
| 1995 （第30屆） | 沈仁賢／《火中蓮》                                          |
| 1995 （第30屆） | 曾新龍、黃淵泉／《鑽石舞台》                                |
| 1997 （第32屆） | 黃志明／《黃飛鴻之八大天王》超級傳播公司                    |
| 1997 （第32屆） | 尤德明／《總統的故事》                                      |
| 1997 （第32屆） | 吳鴻田／《天師鍾馗：毒夫計》                                |
| 1997 （第32屆） | 陳武雄、程園昌／《紅樓夢》                                  |
| 1997 （第32屆） | 陳澤霖／《花落花開、今生今世》                              |
| 1999 （第34屆） | 張戈武／《金鐘劇展－回家》中國電視公司                      |
| 1999 （第34屆） | 吳明德／《人生劇展－假期》                                  |
| 1999 （第34屆） | 林合隆、陳澤霖／《儂本多情》                                |
| 1999 （第34屆） | 張戈武／《舉頭三尺有神明》                                  |
| 1999 （第34屆） | 盧金龍／《帝王之旅》                                        |
| 2000 （第35屆） | 劉京陵／《將軍碑》鑫寶傳播事業有限公司                      |
| 2000 （第35屆） | 魯世成／台灣作家劇場-《天馬茶房》                           |
| 2000 （第35屆） | 富貴在天燈光小組／《富貴在天》                              |
| 2000 （第35屆） | 宋殿生／《曾經》                                            |
| 2000 （第35屆） | 孟培雄／《搬家》                                            |
| 2001 （第36屆） | 王淑志／《MR.COM之死》中國電視公司                          |
| 2001 （第36屆） | 丁海德／大愛劇場-《詠(真情回味)》                           |
| 2001 （第36屆） | 王兆山／《美麗人生》                                        |
| 2001 （第36屆） | 吳明德／人生劇場-《車站》                                   |
| 2001 （第36屆） | 陳澤霖／《嫁粧一牛車》                                      |
| 2002 （第37屆） | 曹俊靜／《寒夜》財團法人公共電視文化事業基金會              |
| 2002 （第37屆） | 丁海德／大愛劇場-《阿娥的命運》                             |
| 2002 （第37屆） | 王漢章／《月亮不見了》                                      |
| 2002 （第37屆） | 李忠君、陳家俊／《水晶情人》                                |
| 2002 （第37屆） | 蔡信平／《江山樓》                                          |
| 2003 （第38屆） | 吳明德／《孽子》財團法人公共電視文化事業基金會              |
| 2003 （第38屆） | 丁海德／大愛劇場-《錦貴》                                   |
| 2003 （第38屆） | 丁海德／人生劇展-《用力呼吸》                               |
| 2003 （第38屆） | 陳添尚（大牛）／《台灣紅歌星》                              |
| 2003 （第38屆） | 張紹興／人生劇展-《蜜蜂》                                   |
| 2004 （第39屆） | 宋偉／大愛劇場-《四重奏》大愛衛星電視股份有限公司           |
| 2004 （第39屆） | 魯世成／大愛劇場-《浮生》                                   |
| 2004 （第39屆） | 呂慶鑫／《戀香》                                            |
| 2004 （第39屆） | 丁海德／《風中緋櫻》                                        |
| 2004 （第39屆） | 巫知諭、史哲等65人／《寒夜續曲》                            |
| 2005 （第40屆） | 鄧紀濬、周志信／《浪淘沙》民間全民電視股份有限公司          |
| 2005 （第40屆） | 李元嶽 ／《心靈音樂館》                                     |
| 2005 （第40屆） | 王理達／大愛劇場-《好運年哖》                               |
| 2005 （第40屆） | 陳添尚／《台灣的歌》                                        |
| 2005 （第40屆） | 李龍禹／《孤戀花》                                          |
| 2006 （第41屆） | 韓允中／《失戀高跟鞋》台灣電視事實股份有限公司              |
| 2006 （第41屆） | 宋偉／《愛殺17》                                            |
| 2006 （第41屆） | 陳添尚／《台灣的歌》                                        |
| 2006 （第41屆） | 劉京凌／大愛劇場-《草山春暉》                               |
| 2006 （第41屆） | 盧金龍／大愛劇場-《明月照紅塵》                             |
| 2007 （第42屆） | 高燦坤、胡毓浩／公視人生劇展－《牆》無花果有限公司(公視)    |
| 2007 （第42屆） | 李元嶽／《週日狂熱夜》                                      |
| 2007 （第42屆） | 宋偉／大愛劇場－《美麗晨曦》                                |
| 2007 （第42屆） | 孟培雄／《十歲笛娜的願望》                                  |
| 2007 （第42屆） | 陳添尚【大牛】／《台灣望春風》                              |
| 2008 （第43屆） | 莊勝欽／公視人生劇展-《桔醬的滋味》大觀影視有限公司（公視） |
| 2008 （第43屆） | 牛雲龍／《OHAEVA哥哥》                                      |
| 2008 （第43屆） | 陳冠廷／公視人生劇展-《不愛練習曲》                         |
| 2008 （第43屆） | 莊季營／公視人生劇展-《望見童年 木頭人》                    |
| 2008 （第43屆） | 莊勝欽／公視人生劇展-《蟹足》                               |
| 2009 （第44屆） | 王漢章／《音樂萬萬歲》財團法人公共電視文化事業基金會        |
| 2009 （第44屆） | 屈宏仁／公視人生劇展-《最愛就是你》                         |
| 2009 （第44屆） | 莊弘裕／公視人生劇展-《想畫》                               |
| 2009 （第44屆） | 莊季營／公視人生劇展-《應屆退休生》                         |
| 2009 （第44屆） | 曾凱倫／《痞子英雄》                                        |

### 燈光獎（第47屆～第56屆）
| 年度 （屆數）   | 電視作品                                                           |
| --------------- | ------------------------------------------------------------------ |
| 2012 （第47屆） | 許世明／《黛比的幸福生活》崗華影視傳播有限公司                     |
| 2012 （第47屆） | 李龍禹／公視人生劇展—《結婚不結婚》                                |
| 2012 （第47屆） | 陳志軒／客家電視電影院—《神仙谷事件》                              |
| 2012 （第47屆） | 梅書豪／《遺忘》                                                   |
| 2012 （第47屆） | 賴天健／公視學生劇展—《離家的女人》                                |
| 2013 （第48屆） | 鍾瓊婷／公視人生劇展—《三朵花純理髮》映畫傳播事業股份有限公司      |
| 2013 （第48屆） | 吳明德／《對焦國寶》                                               |
| 2013 （第48屆） | 許世明／《陂塘》                                                   |
| 2013 （第48屆） | 莊弘裕／客家電視電影院—《日光天堂》                                |
| 2013 （第48屆） | 程韋中／公視人生劇展—《愛情替聲》                                  |
| 2014 （第49屆） | 丁海德／客家劇場—《在河左岸》客家電視台                            |
| 2014 （第49屆） | 李少雲、王知政／《刺蝟男孩》                                       |
| 2014 （第49屆） | 鄧紀璿／《湊陣》                                                   |
| 2014 （第49屆） | 謝漢諹(謝建發)／《雨後驕陽》                                       |
| 2014 （第49屆） | 蘇良志／《熱海戀歌》                                               |
| 2015 （第50屆） | 鍾瓊婷／公視人生劇展—《偷窺心事》三上影像創作有限公司              |
| 2015 （第50屆） | 李元嶽／《音樂萬萬歲3》                                            |
| 2015 （第50屆） | 許世明／《徵婚啟事》                                               |
| 2015 （第50屆） | 董崇安／公視人生劇展—《天使的收音機》                              |
| 2015 （第50屆） | 謝漢諹／客家劇場—《新丁花開》                                      |
| 2016 （第51屆） | 丁海德／《一把青》台北創造電影有限公司                             |
| 2016 （第51屆） | 莊宏彬／《川流之島》                                               |
| 2016 （第51屆） | 劉宸瑋／公視人生劇展-《衣櫃裡的貓》                                |
| 2016 （第51屆） | 劉宸瑋／公視學生劇展-《登入晚餐》                                  |
| 2016 （第51屆） | 謝漢諹／《紫色大稻埕》                                             |
| 2017 （第52屆） | 劉宸瑋／《濁流》綺影映畫有限公司                                   |
| 2017 （第52屆） | 李元嶽／《音樂萬萬歲3》                                            |
| 2017 （第52屆） | 劉宸瑋／《最後的詩句》                                             |
| 2017 （第52屆） | 謝松銘／《TMD天堂》                                                |
| 2017 （第52屆） | 謝漢諹／外鄉女－《黑美人》                                         |
| 2018 （第53屆） | 陳冠廷／客家劇場–《台北歌手》客家電視台 內容物數位電影製作有限公司 |
| 2018 （第53屆） | 王子碩／《他們在畢業的前一天爆炸 2》                               |
| 2018 （第53屆） | 莊宏彬、王士維、蘇良志、蘇家誠／《麻醉風暴 2》                     |
| 2018 （第53屆） | 陳志榮、孟培雄／植劇場《夢裡的一千道牆》                           |
| 2018 （第53屆） | 劉宸瑋／《高山上的茶園》                                           |
| 2019 （第54屆） | 許世明／《靈佔》尚尚國際多媒體製作有限公司                         |
| 2019 （第54屆） | 丁海德／《憤怒的菩薩》                                             |
| 2019 （第54屆） | 李奇祥／《你的孩子不是你的孩子-貓的孩子》                          |
| 2019 （第54屆） | 李麟／公視新創電影－《無法辯護》                                   |
| 2019 （第54屆） | 葉明廣／《我們與惡的距離》                                         |
| 2020 （第55屆） | 謝松銘／《罪夢者》新加坡商棱聚傳播有限公司台灣分公司               |
| 2020 （第55屆） | 李元嶽／《音樂萬萬歲 第4號作品》                                   |
| 2020 （第55屆） | 蔡明釵／公視學生劇展—《九孬》                                      |
| 2020 （第55屆） | 鄭得壽／公視人生劇展—《殘值》                                      |
| 2020 （第55屆） | 魏琥弦／公視新創電影《4X相識—前世情人的情人》                      |
| 2021 （第56屆） | 葉明廣／《天橋上的魔術師》原子映象有限公司                         |
| 2021 （第56屆） | 李培源／《預支未來》                                               |
| 2021 （第56屆） | 陳冠廷／《愛的廣義相對論─最後一戰》                                |
| 2021 （第56屆） | 謝松銘／《主管再見》                                               |
| 2021 （第56屆） | 鍾瓊婷／《返校》                                                   |

### 戲劇類節目燈光獎（第57屆～至今）
| 年度 （屆數）   | 電視作品                                         |
| --------------- | ------------------------------------------------ |
| 2022 （第57屆） | 丁海德／《斯卡羅》財團法人公共電視文化事業基金會 |
| 2022 （第57屆） | 李志生、簡佑陶、馮鈞稜／《茶金》                 |
| 2022 （第57屆） | 莊宏彬／《俗女養成記2》                          |
| 2022 （第57屆） | 蕭鴻益／《良辰吉時》                             |
| 2022 （第57屆） | 謝松銘／《亞洲怪談2：送煞》                      |
| 2022 （第57屆） | 鍾瓊婷／《洞裡的月亮》                           |
| 2023 （第58屆） | 許鈞筌／《台北女子圖鑑》紅杉娛樂股份有限公司     |
| 2023 （第58屆） | 陳冠廷／《茁劇場—滴水的推理書屋》                |
| 2023 （第58屆） | 謝松銘、陳晉偉／《台灣犯罪故事》                 |
| 2023 （第58屆） | 魏琥弦、陳柏佑、鄭兆珊／《模仿犯》               |
| 2023 （第58屆） | 關本良／《須菩提的眼淚》                         |
| 2024 （第59屆） | 莊宏彬／客家電影院─《唱歌給你聽》                |
| 2024 （第59屆） | 陳柏佑／《不夠善良的我們》                       |
| 2024 （第59屆） | 劉宸瑋／《八尺門的辯護人》                       |
| 2024 （第59屆） | 歐志軍／台語有影─《夜盲》                        |
| 2024 （第59屆） | 謝松銘／《何百芮的地獄毒白》                     |
| 2025 （第60屆） |                                                  |
|                 |                                                  |
|                 |                                                  |
|                 |                                                  |
|                 |                                                  |

## 外部連結
- 廣播電視金鐘獎官方網站 （页面存档备份，存于）
- 歷屆電視金鐘獎得獎入圍名單 （页面存档备份，存于），文化部影視及流行音樂產業局